# Кроветто, Франсиска
Франсиска Кроветто Чадид (исп. Francisca Crovetto Chadid ; род. 27 апреля 1990, Сантьяго) — чилийская спортсменка, специализирующаяся в стрельбе на круглом стенде.

## Биография
Представляла Чили на летних Олимпийских играх 2012 года в Лондоне, выступая в качестве единственного стрелка страны в женском стенде. Заняла восьмое место в квалификационных раундах, не попав в финал, на одно очко позади от шведки Терезы Лундквист, с общим счетом 66 очков. На летних Олимпийских играх 2016 года снова была единственным представителем Чили в спортивной стрельбе, заняв 19-е место. Также представляла Чили на летних Олимпийских играх 2020 года.
На Панамериканских играх завоевала золотую медаль в Сантьяго в 2023 году, серебряные медали в Гвадалахаре 2011 года и Лиме 2019 года и бронзовую медаль в Торонто в 2015 году.
Завоевала золотую медаль на летних Олимпийских играх 2024 года в женском круглом стенде, что стало третьей золотой медалью в истории чилийской олимпийской сборной, а также она стала первой гражданкой Чили, завоевавшей золото на Олимпийских играх. Опередила британку Эмбер Раттер в тай-брейке: они сравняли счёт 55-55 очков после 60 выстрелов, но Франсиска одержала верх со счетом 7-6.